# Долгая (приток Лены)
Долгая — река в Кобяйском улусе Якутии, правый приток реки Лена. Длина — 10 км.
Протекает по территории Усть-Вилюйского природного парка.
Исток находится на южном склоне Усть-Вилюйского хребта. Впадает в Лена напротив острова Тебюрюен, на расстоянии 1127 км от устья.
По данным государственного водного реестра России относится к Ленскому бассейновому округу.
- Код водного объекта — 18030700112117400003261[2].